# Green Bay Packers 2003
La stagione 2003 dei Green Bay Packers è stata la 83ª della franchigia nella National Football League. I Packers vinsero la division nell’ultima giocata della stagione: bisognosi di una vittoria e di una sconfitta dei Minnesota Vikings, Green Bay batté i Denver Broncos 31–3, mentre i Vikings persero per 18–17 con un touchdown all’ultimo secondo degli Arizona Cardinals.
I Packers batterono i Seattle Seahawks nel primo turno di playoff ai tempi supplementari grazie a un intercetto ritornato in touchdown da Al Harris. La stagione si concluse la settimana successiva contro i Philadelphia Eagles dopo non essere riusciti a fermare gli avversari su una situazione di quarto down e 26 a un minuto dal termine. 
Nella gara del lunedì del penultimo turno, Brett Favre lanciò 4 touchdown nella vittoria per 41–7 sugli Oakland Raiders, una notte dopo che suo padre morì di arresto cardiaco.

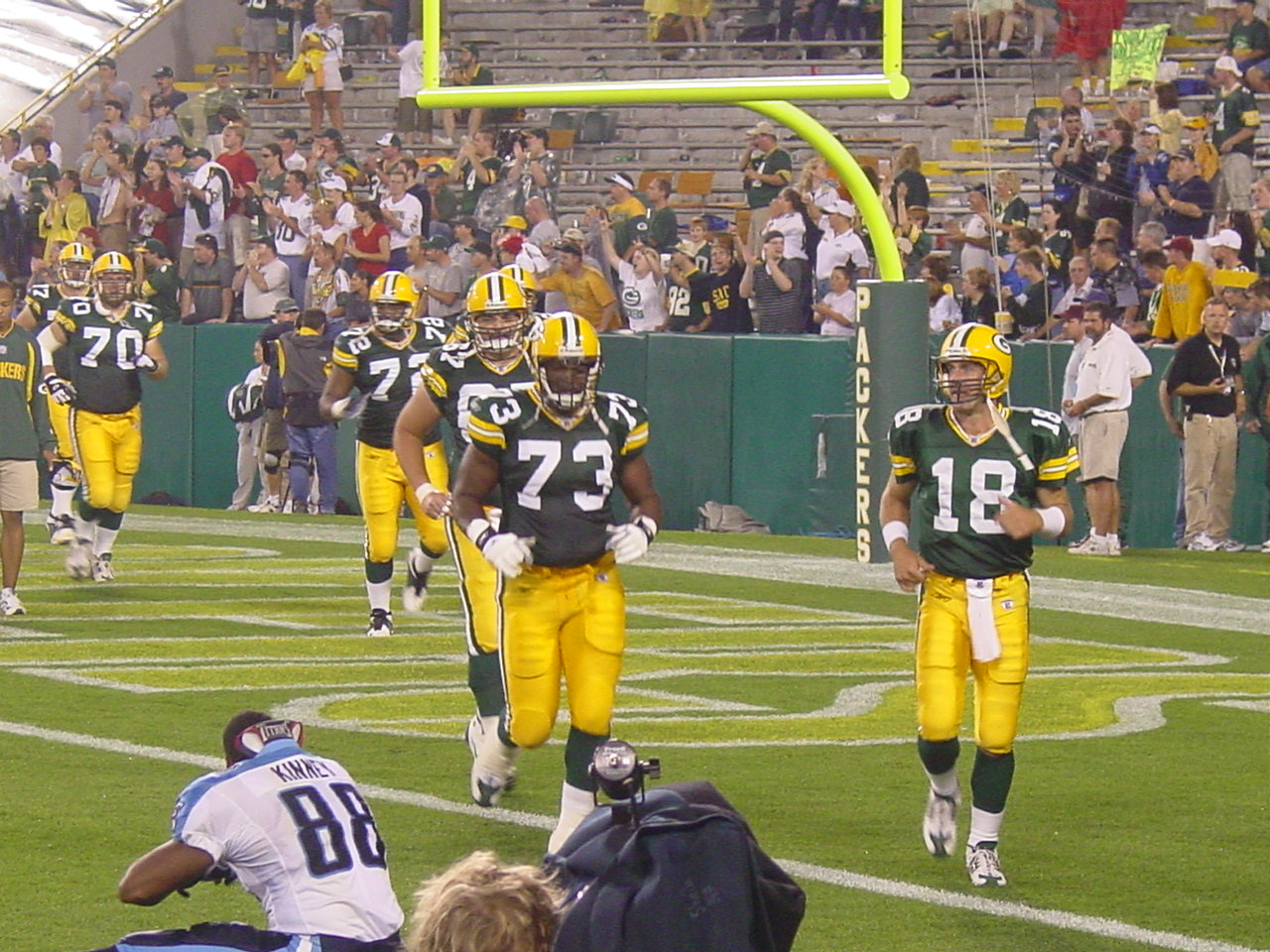
I Packers nella pre-stagione contro Tennessee, 28 agosto 2003

## Roster
| Roster dei Green Bay Packers nel 2003 |
| --- |
| Quarterback - Brett Favre - Craig Nall - Doug Pederson Running Back - Najeh Davenport - Tony Fisher - Ahman Green - William Henderson FB - Nick Luchey FB Wide Receiver - Antonio Chatman KR - Donald Driver - Robert Ferguson - Antonio Freeman - Javon Walker Tight End - Bubba Franks - David Martin - Wesley Walls Offensive Linemen - Kevin Barry T - Chad Clifton T - Brennan Curtin T - Mike Flanagan C - Grey Ruegamer C/G - Marco Rivera G - Marcus Spriggs G - Mark Tauscher T - Mike Wahle G Defensive Linemen - Gilbert Brown DT - Kabeer Gbaja-Biamila DE - Cletidus Hunt DT - Aaron Kampman DE - Grady Jackson DT - Joe Johnson DE - Chukie Nwokorie DE - Kenny Peterson DE/DT - Brad Scioli DT - Larry Smith DT Linebacker - Nick Barnett ILB - Na'il Diggs OLB - Paris Lenon ILB - Torrance Marshall ILB - Hannibal Navies OLB - Jamal Reynolds OLB - T.J. Slaughter OLB - Marcus Wilkins OLB Defensive Back - Marques Anderson SS - Antuan Edwards SS - Curtis Fuller FS - Al Harris CB - Michael Hawthorne CB - Bhawoh Jue CB - Mike McKenzie CB - Darren Sharper FS - James Whitley CB Special Team - Josh Bidwell P - Rob Davis LS/C - Ryan Longwell K Lista delle riserve - Bobby Jackson S - Chris Johnson CB (IR) - Adam Tate FB (IR) Squadra di allenamento - Dahrran Diedrick RB - Jason Jimenez T - Scottie Vines WR - Travis Williams WR |
| Legenda - I rookie sono in corsivo. - Il primo ruolo è il principale mentre gli eventuali successivi indicano i ruoli secondari. - (IR) sta per Injured Reserve ed indica la lista ristretta per un solo giocatore infortunato che può tornare ad allenarsi dopo la settimana 6 e a rientrare in prima squadra dopo che questa ha giocato 8 partite. - (NF-Inj.) / (NF-Ill.) stanno rispettivamente per Non-Football Injured e Non-Football Illness ed indicano le liste dove viene inserito un giocatore che ha un infortunio o una malattia non dipendente dal football americano. - (PUP) sta per Physically Unable to Perform ed indica la lista dove viene inserito un giocatore mentre è in attesa di recuperare la condizione fisica. Nella stagione regolare dopo la sesta partita giocata dalla propria squadra, il giocatore ha tempo tre settimane per riprendere ad allenarsi, più tre settimane aggiuntive dal suo rientro agli allenamenti per rientrare in prima squadra. |

## Calendario
| Stagione regolare |                   |                         |               |                              |          |
| Turno             | Data              | Avversario              | Risultato     | Stadio                       | Pubblico |
| 1                 | 7 settembre 2003  | Minnesota Vikings       | S 25–30       | Lambeau Field                | 70,505   |
| 2                 | 14 settembre 2003 | Detroit Lions           | V 31–6        | Lambeau Field                | 70,244   |
| 3                 | 21 settembre 2003 | at Arizona Cardinals    | S 13–20       | Sun Devil Stadium            | 58,784   |
| 4                 | 29 settembre 2003 | at Chicago Bears        | V 38–23       | Soldier Field                | 61,500   |
| 5                 | 5 ottobre 2003    | Seattle Seahawks        | V 35–13       | Lambeau Field                | 70,365   |
| 6                 | 12 ottobre 2003   | Kansas City Chiefs      | S 34–40 (DTS) | Lambeau Field                | 70,407   |
| 7                 | 19 ottobre 2003   | at St. Louis Rams       | S 24–34       | Edward Jones Dome            | 66,201   |
| 8                 | 26 ottobre 2003   | Settimana di pausa      |               |                              |          |
| 9                 | 2 novembre 2003   | at Minnesota Vikings    | V 30–27       | Hubert H. Humphrey Metrodome | 64,482   |
| 10                | 10 novembre 2003  | Philadelphia Eagles     | S 14–17       | Lambeau Field                | 70,291   |
| 11                | 16 novembre 2003  | at Tampa Bay Buccaneers | V 20–13       | Raymond James Stadium        | 65,614   |
| 12                | 23 novembre 2003  | San Francisco 49ers     | V 20–10       | Lambeau Field                | 70,250   |
| 13                | 27 novembre 2003  | at Detroit Lions        | S 14–22       | Ford Field                   | 62,123   |
| 14                | 7 dicembre 2003   | Chicago Bears           | V 34–21       | Lambeau Field                | 70,458   |
| 15                | 14 dicembre 2003  | at San Diego Chargers   | V 38–21       | Qualcomm Stadium             | 64,978   |
| 16                | 22 dicembre 2003  | at Oakland Raiders      | V 41–7        | Network Associates Coliseum  | 62,298   |
| 17                | 28 dicembre 2003  | Denver Broncos          | V 31–3        | Lambeau Field                | 70,299   |

Note: gli avversari della propria division sono in grassetto.

## Classifiche
| NFL North             |    |    |   |      |     |      |     |     |     |
|                       | V  | S  | P | %    | DIV | CONF | PF  | PS  | STR |
| (4) Green Bay Packers | 10 | 6  | 0 | .625 | 4–2 | 7–5  | 442 | 307 | V4  |
| Minnesota Vikings     | 9  | 7  | 0 | .563 | 4–2 | 7–5  | 416 | 353 | S1  |
| Chicago Bears         | 7  | 9  | 0 | .438 | 2–4 | 4–8  | 283 | 346 | S1  |
| Detroit Lions         | 5  | 11 | 0 | .313 | 2–4 | 4–8  | 270 | 379 | V1  |